# L'era dell'accesso
L'era dell'accesso, La rivoluzione della new economy è un saggio di economia scritto da Jeremy Rifkin e pubblicato in Italia da Oscar Mondadori nel 2000.

## L'opera
Per Rifkin stiamo entrando in una nuova fase del capitalismo legato al concetto di accesso. L'era dell'accesso è appunto questo cambiamento che prevede il passaggio da un'economia dominata dal mercato e dai concetti di bene e proprietà, verso un'economia dominata da valori come la cultura, l'informazione e le relazioni.
In questo nuovo panorama il concetto di proprietà perde significato, diventa fondamentale per l'uomo avere accesso a delle reti o non esserne escluso. Rifkin analizza il comportamento di alcune delle più grandi aziende del mondo nei vari settori del mercato, e arriva a dimostrare che quest'era dell'accesso non è una semplice ipotesi futurologica ma qualcosa che ha già avuto inizio: le grandi aziende capitaliste tendono a segmentare il mercato, puntano verso un controllo totale dei clienti offrendo loro soluzioni sempre più personalizzate e creando dei veri e propri rapporti definiti lifetime ossia per tutta la vita in cui la logica compratore-venditore cede il posto a quella fornitore-cliente.
La nuova meta del marketing è riuscire a vendere esperienze, relazioni, cultura ed intrattenimento, in un'era in cui provare è più importante che possedere. A questo punto l'autore introduce i concetti di gateways (portali di accesso) e gatekeeper (i guardiani dell'accesso), figure destinate a acquistare sempre più potere nel prossimo futuro i quali decideranno sull'esclusione o l'accesso alla rete. Importante è anche la riflessione dell'autore riguardo al sempre più grande divario socioeconomico che si creerà tra chi ha accesso (ossia il 20% della popolazione mondiale ricca) e chi ancora deve preoccuparsi di sopravvivere.
Altra questione di rilevante importanza è il pericolo della dematerializzazione e la conseguente crisi di identità che il cyberspazio potrà causare. Con internet e gli spazi virtuali creati dall'uomo, il pericolo è proprio quello di un completo abbandono della realtà e dello spazio vitale e culturale di ogni individuo.
Nella New Economy il tempo tende a dominare sullo spazio, l'unità di misura della vita diventa il secondo, e lo spazio geografico diventa irrilevante. Proprio per questo motivo è importante riorganizzare la scuola riservando particolare attenzione alla civil education e all'etica del gioco, per non creare in futuro una società virtuale fantasma incapace di comunicare emozioni e provare empatia.

## Edizioni
- Jeremy Rifkin, L'Era Dell'Accesso. La rivoluzione della new economy, traduzione di Paolo Canton, Oscar Mondadori, 2001,  pp. 405, cap. XII, ISBN 88-04-48675-9.